# ليمون وردي متنوع

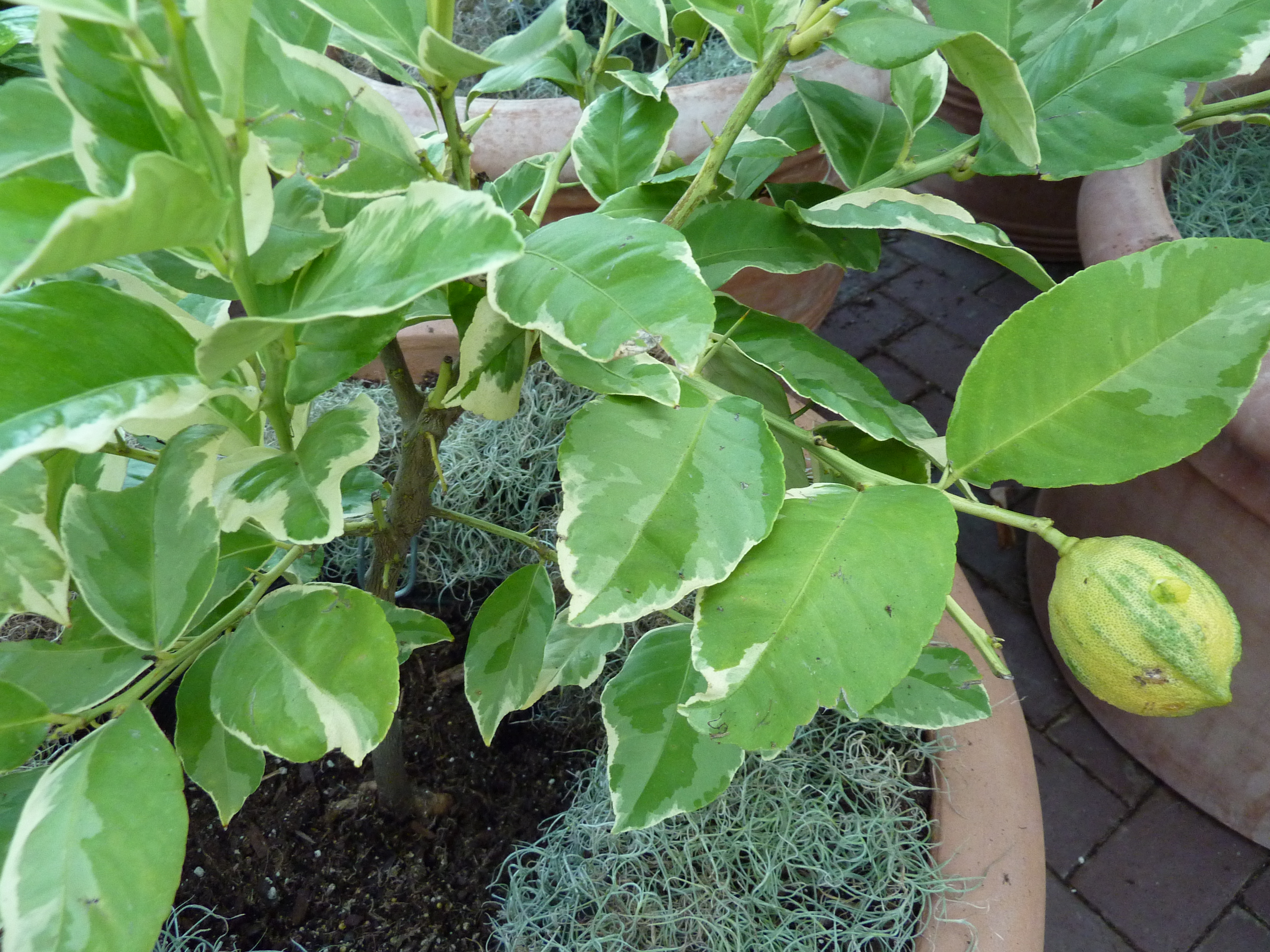
شجرة ليمون وردي متنوع

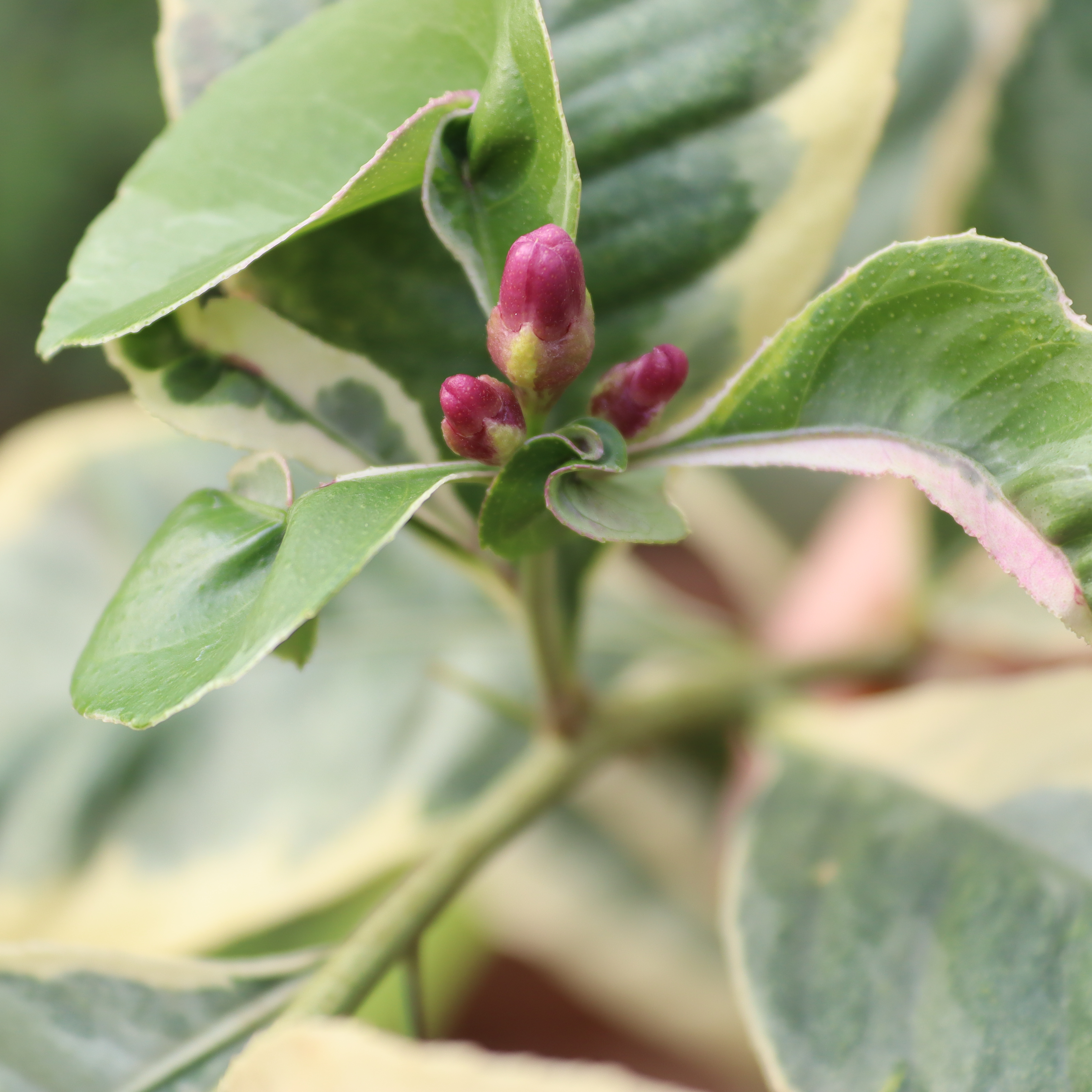
أزهار ليمون وردي متنوع

الليمون الوردي المتنوع ويعرف أيضاً(ليمون يوريكا)، هو صنف من نبات حمضيات الليمون،أوراقه جميلة، والثمرة حجمها متوسط وشكلها بيضاوي، قشره مخطط باللون الأخضر، والأشجار تنتج الثمار طوال العام.

## الاكتشاف

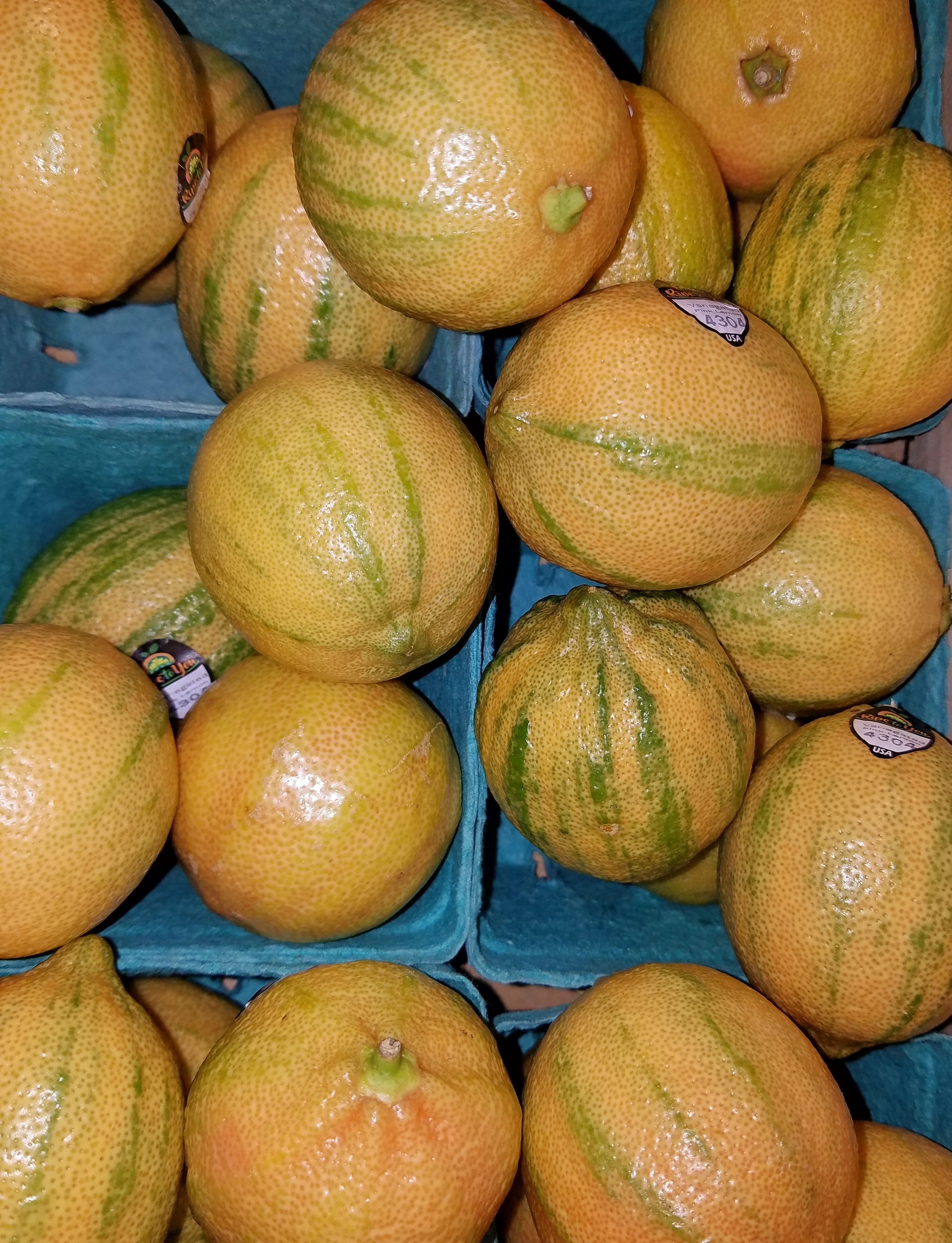
ثمار ليمون وردي متنوع

تم إكتشافه على شجرة ليمون يوريكا عادية في بوربانك ، كاليفورنيا ، في عام 1931.